# ジャイロシューズ
ジャイロシューズ（GYRO SHOES）は、KINTONEが製造している電動バランスシューズである

## 概要
体重移動で操作する電動のバランスシューズである。進む方向に足の重心を移動することでスケートのように移動できるのが特徴。ジャイロセンサーが搭載されており、バランススクーターなどとは違い左右別々で独立しており、横幅が15cmほどの小型で狭い場所でも通り抜けることができるのが特徴。
最高速度は12km/hで、走行距離は充電マックスの状態で最大10kmである。充電時間は2時間。重量は1台3.3kg。体重制限は最大80kgまで。

## 乗車方法
1. ジャイロシューズの電源をオンにする。
2. ジャイロシューズを平行にし、片足ずつジャイロシューズに乗車する。
3. 進みたい方向に重心を移動させて操作する。